# Герхард II фон Шауенбург
Герхард II фон Шауенбург (на немски: Gerhard II von Schauenburg, † 28 септември 1366, Средиземно море) от род Шаумбург, Холщайн-Пинеберг, е от 1361 до 1366 г. епископ на Минден.

## Живот
Той е вторият син на граф Адолф VII фон Шаумбург († 1354) и втората му съпруга Хайлвиг фон Липе († 1369).
От 1355 до 1361 г. Герхард е викар в Минден и през 1361 г. като Герхард II става епископ на Минден. На 28 септември 1366 г. той се удавя в Средиземно море.